# Renato Longega
Renato Longega (Imola, 8 agosto 1959) è un allenatore di calcio italiano.

## Palmarès

### Allenatore
- Campionato italiano: 5

Bardolino Verona: 2005-2006, 2006-2007, 2007-2008, 2008-2009
AGSM Verona: 2014-2015
- Coppa Italia: 3

Bardolino Verona: 2005-2006, 2006-2007, 2008-2009
- Supercoppa italiana: 3

Bardolino: 2005
Bardolino Verona: 2007, 2008

### Individuale
- Panchina d'oro di Serie A femminile: 1

2011-2012